# Michael Page International
Die Michael Page International ist eine Personalberatungs- und Personalvermittlungsgesellschaft mit Hauptsitz in Großbritannien in Weybridge, Surrey. Die deutsche Michael Page International (Deutschland) GmbH hat ihren Hauptsitz in Düsseldorf.

## Geschichte
Michael Page International ist seit 1976 am britischen Markt; das erste Büro im Ausland wurde 1985 in Sydney eröffnet. In Deutschland wurde das Unternehmen 1991 mit einem Büro in Düsseldorf aktiv. 1995 eröffnete die zweite Niederlassung in Frankfurt am Main. Weitere Niederlassungen befinden sich in München, Berlin, Hamburg und Stuttgart. Das Unternehmen ist an der Londoner Börse gelistet und ist im FTSE 250 Index notiert. In 37 Ländern arbeiteten 2023 mehr als 7.500 Mitarbeiter.
1995 ging der Unternehmensgründer Michael Page in den Ruhestand. Terry Benson übernahm von 1990 bis 2006 den Vorstandsvorsitz. Sein Nachfolger Steve Ingham hatte die Position bis 2022 inne. Der aktuelle CEO der PageGroup heißt Nick Kirk.
In Deutschland ist Goran Barić seit 2011 Geschäftsführer der PageGroup in Deutschland und seit 2023 auch Regional Managing Director für Nord- und Zentraleuropa.
PageGroup führt regelmäßige Studien zum Arbeitsmarkt und zu aktuellen Themen durch, wie beispielsweise KI.
PageGroup hat 2014 die Charta der Vielfalt unterzeichnet und verpflichtet sich zu Chancengleichheit, als Arbeitgeber genauso wie als Dienstleistungsunternehmen. Regelmäßige Studien zum Thema Diversity zeigen Potenziale und Handlungsfelder für Unternehmen auf.